# Mikołaj Russocki (1745–1818)
Mikołaj Russocki (Rusocki) z Brzezia herbu Zadora (ur. pomiędzy 1745 a 1750, zm. 6 września 1818) – student Collegium Nobilium w 1760, nominowany na chorążego pułku artylerii koronnej w 1767, skarbnik od 1778, wojski mniejszy od 1780, łowczy od 1784, ostatni cześnik krakowski od 1785, poseł na Sejm Czteroletni, członek Towarzystwa Przyjaciół Konstytucji, od 1800 hrabia Galicji Zachodniej, od 1803 hrabia Świętego Cesarstwa Rzymskiego.
Dziedzic dóbr Stawice, Wymysłów, Zaryszyn i Witowice..
Poseł na sejm 1780 roku z województwa krakowskiego. Był komisarzem Sejmu Czteroletniego z powiatu ksiąskiego województwa krakowskiego do szacowania intrat dóbr ziemskich w 1789 roku. 
Posiadał polskie Order Orła Białego (1792) oraz Order Świętego Stanisława (1787), a także papieski Order Złotej Ostrogi (1770).